# Kanton Pont-du-Château
Kanton Pont-du-Château (fr. Canton de Pont-du-Château) je francouzský kanton v departementu Puy-de-Dôme v regionu Auvergne. Tvoří ho pět obcí.

## Obce kantonu
- Dallet
- Lempdes
- Lussat
- Les Martres-d'Artière
- Pont-du-Château